# Harman Baweja
Harman Baweja (13 de noviembre de 1980) es un actor de la India. Debutó en Bollywood con Love Story 2050.

## Carrera
Su debut en el cine de Bollywood fue la historia romántica de ciencia ficción Love Story 2050. En 2009, apareció en Victory and What's Your Raashee?. Sus proyectos actuales incluyen It's My Life de Anees Bazmee (remake de Telugu Film Bommarillu).

## Filmografía
| Año  | Título               | Papel  | Otras notas                                    |  |
| ---- | -------------------- | ------ | ---------------------------------------------- |  |
| 2008 | Love Story 2050      | Karan  | Nominated, Filmfare Best Male Debut Award      |  |
| 2009 | Victory              | Vijay  |                                                |  |
| 2009 | What's Your Raashee? | Yogesh | Opposite Priyanka Chopra                       |  |
| 2012 | It's My Life         | Rohit  | 27 July 2012, Remake de Telugu Film Bommarillu |  |
| 2013 | Chenab Gandhi        | Rahul  | With Vidya Balan And Amitabh Bachhan           |  |

### Premios
Nominated Stardust Award for Superstar Of Tomorrow - Masculino (2010)
What's Your Raashee?
Nominated Screen Award for Most Promising Newcomer - Masculino (2009)
Love Story 2050
Nominated Stardust Award for Superstar Of Tomorrow - Masculino (2009)
Love Story 2050